# Casal de Álvaro
Casal de Álvaro é uma localidade da freguesia de Recardães e Espinhel, no município de Águeda. Foi, até ao início do século XIX, vila e sede de concelho, constituído pela freguesia de Espinhel. Tinha, em 1801, 1 230 habitantes.
O seu nome deve-se a D. Álvaro da Cunha por ter sido senhor destas terras.